# Blepharodon gomphocarpoides
Blepharodon gomphocarpoides är en oleanderväxtart som först beskrevs av George Bentham och Hook., och fick sitt nu gällande namn av Karl Moritz Schumann. Blepharodon gomphocarpoides ingår i släktet Blepharodon och familjen oleanderväxter. Inga underarter finns listade i Catalogue of Life.